# Parc national d'Onon-Balj
Le parc national d'Onon-Balj (en mongol : Онон Балж) est un parc national de Mongolie couvrant la vallée de la rivière Onon au nord de la Mongolie.
La région se situe dans une zone de transition, entre les forêts de conifères sibériennes du nord, la steppe daourienne et la steppe forestière. La région est l'une d'une biodiversité relativement élevée et est également historiquement et culturellement importante pour son association avec Gengis Khan.
Le parc est situé à l'extrême nord-est de la province de Khentii, à 280 km au nord-est d'Oulan-Bator.
En 2023, L'Unesco reconnait le parc et sa périphérie au titre de réserve de biosphère.

## Topographie
Le parc couvre des montagnes de taille moyenne et la confluence des rivières Onon et Balj. Les altitudes varient de 840 m sur la rivière Onon à 1 568 m sur la montagne Kentsuu. Les montagnes ont généralement des sommets arrondis et des pentes douces.

## Climat et écorégion
Le climat de la région est un climat semi-aride froid (classification de Köppen : BSk). Ce climat est caractéristique des climats steppiques intermédiaires entre les climats désertiques humides, et ont généralement des précipitations supérieures à l'évapotranspiration. Au moins un mois par an en moyenne avec une température en dessous de 0°C. Le parc se trouve dans l'étendue sud de l'écorégion des forêts de conifères du Trans-Baïkal (en).

## Biodiversité
La végétation varie selon le cours des rivières - saulaies, plaines inondables et forêts riveraines - et avec l'altitude sur les montagnes - steppe et steppe forestière. Les forêts sont caractérisées par des pins et des mélèzes. Une menace importante pour l'habitat dans le parc est actuellement les incendies de forêt. Les oiseaux connus pour se reproduire dans le parc comprennent l'oie cygnoïde classée vulnérable (Anser cygnoides), le faucon crécerellette (Falco naumanni) et la grue à cou blanc (Antigone vipio) classée vulnérable. Les mammifères comprennent le spermophile daourien et le chien viverrin.